# Kila Raipur
Kila Raipur es un destacado pueblo del distrito de Ludhiana en Punjab, India, famoso por albergar el Festival de Deportes anual de Kila Raipur, conocido como las Olimpiadas Rurales. Dicho evento trata de demostrar la fuerza física y el valor de la los hombres y mujeres de Punjab.

## Kila Raipur Sports Festival
Las Olimpiadas Rurales de Kila Raipur (Kila Raipur Sports Festival) son unos juegos deportivos que reúnen anualmente a más de 4000 seguidores, hombres y mujeres, con el fin de medir sus fuerzas compitiendo en todo tipo de deportes rurales. Desde su primera edición, en 1933, han evolucionado hasta convertirse en tres días de competiciones para jóvenes, hombres,  mujeres, seniors y personas con algún tipo de discapacidad, seguidas por más de un millón de espectadores.
El espectáculo más notorio es la carrera de veloces bueyes, dirigidos por “jinetes” a bordo de sus carros. El riesgo de la alta competición se ve compensado por un premio de cientos de miles de rupias, que esperan al valiente que llegue primero a la línea de la meta.